# Vlaamse schuur

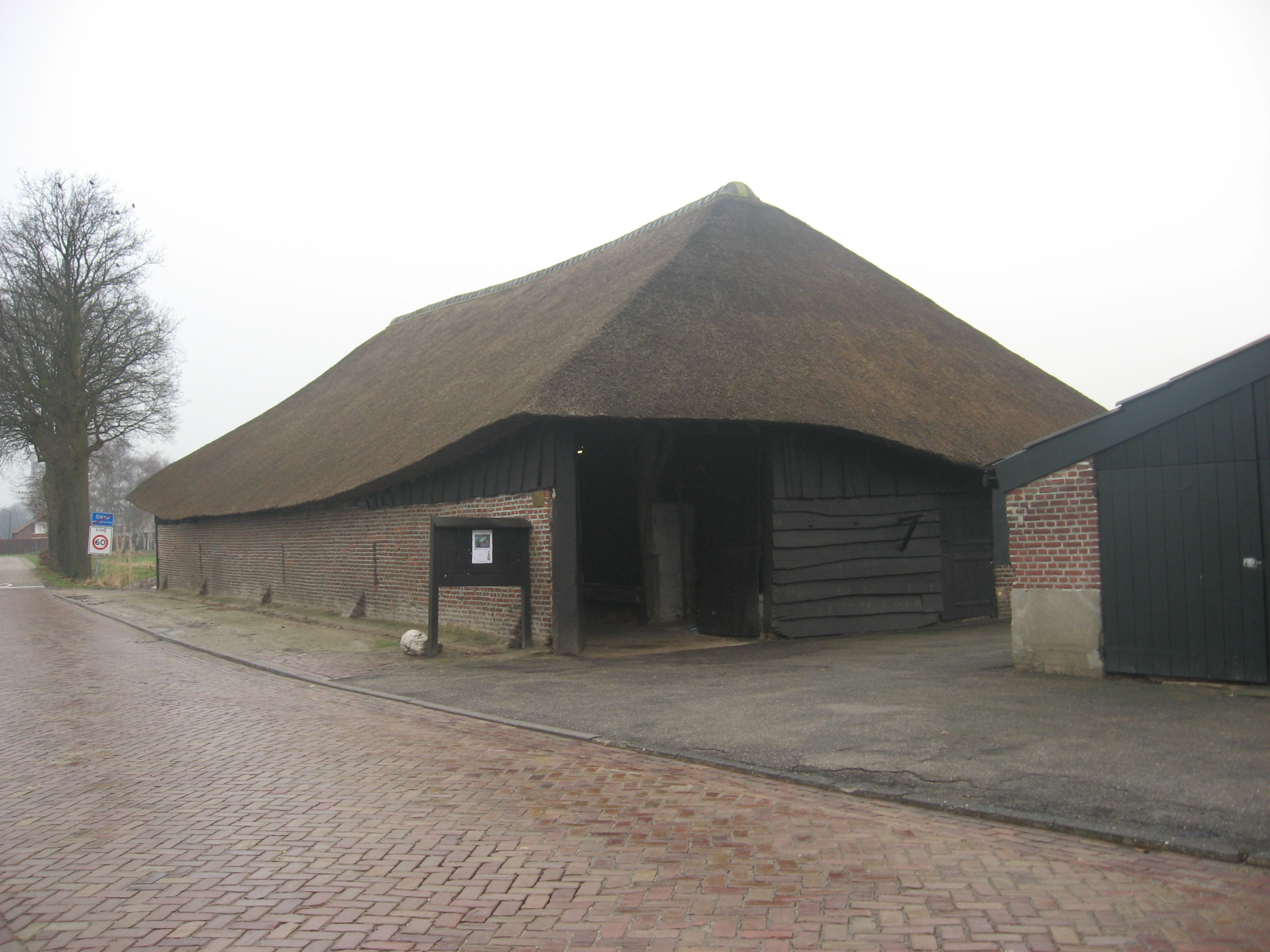
Vlaamse schuur te Gilze, een voormalige schuilkerk

De Vlaamse of Kempische schuur is een schuurtype dat vooral in de Nederlandse provincie Noord-Brabant en in de Belgische provincie Antwerpen voorkomt. Boerderijenonderzoeker Rob Hekker rekent de Vlaamse schuur tot de Zeeuwse en Vlaamse schuurgroep. 
In België spreekt men over de Kempische langsschuur, die op zijn beurt nauw verwant is met de (Brabantse) langsschuur uit de Brabants-Henegouwse Leemstreek, Haspengouw, Condroz en Fagne-Famenne, en tevens met de graanschuur van de Zuid-Limburgse vierkantshoeve. De schuur maakt hier over het algemeen deel uit van een gesloten hoeve rond een binnenplaats. Vrijstaande langsschuren zijn verder te vinden in de omgeving van Nijmegen en in het Nederrijngebied in Duitsland.
De Vlaamse schuur mag niet verward worden met de Vlaamse dwarsschuur (vooral in de Kempen en het Waasland). Meer overeenkomsten zijn er met de bergschuur uit West-Vlaanderen en de polderschuur uit de Scheldepolders bij Antwerpen. Het Openluchtmuseum Bokrijk bezit een Kempische langsschuur uit 1789, afkomstig uit Olen.
De Vlaamse of Kempische schuur kenmerkt zich – net als de Brabantse schuur – door een zijdelingse doorrit of dorsdeel met hoge inrijdeuren en een lagere uitrit. Daarom spreekt men wel van een langsschuur of langsdeelschuur (Frans: grange en long). De hooi- en graanoogst wordt opgeslagen in de tasruimte tussen de stijlen van het gebint. De voorstelling op het bekende schilderij De boerenbruiloft (ca. 1567) van Pieter Brueghel de Oude speelt zich af op de dorsdeel van een dergelijke schuur. In tegenstelling tot de Brabantse schuur, die dikwijls hoge opgaande muren uit natuur- of baksteen bezit, heeft de Vlaamse schuur in de regel lage buitenwanden uit vlechtwerk of vakwerk. Bij beide typen is het gebint echter dragend.
Evenals de Zeeuwse schuur staat de Vlaamse schuur los van het woongedeelte van de boerderij. De wanden van de schuur zijn vaak van zwart geteerde planken maar ze kunnen ook uit baksteen zijn opgebouwd. Het dak was vanouds met riet bedekt, maar vanaf de 19e eeuw kwamen ook pannendaken voor. De schuren zijn meestal driebeukig ,met in de middenbeuk de tasruimte waar hooi en stro werd opgeslagen. Eén zijbeuk deed dienst als opslagruimte voor de landbouwwerktuigen en de andere bijvoorbeeld voor het huisvesten van varkens.

Vaak is er een inspringende toegangsdeur waar wagens naar binnen kunnen rijden door de langsdeel, zodat de oogst kan worden opgetast. In tegenstelling tot de Zeeuwse schuur bevindt de toegangsdeur zich in de korte zijde van de schuur. Het gebint is meestal asymmetrisch opgebouwd. De gebintbalk steekt aan één kant van de schuur door de gebintbalken, net als bij een ankerbalkconstructie. Aan de andere kant van het gebouw ligt hij op de gebintplaat en steekt hij uit boven de doorrit. Het dak wordt ondersteund door een kapgebint dat op de gebintbalken rust. Dankzij deze constructie werd het gemakkelijker om ook in kleinere schuren een zijdelingse doorrit te bouwen.

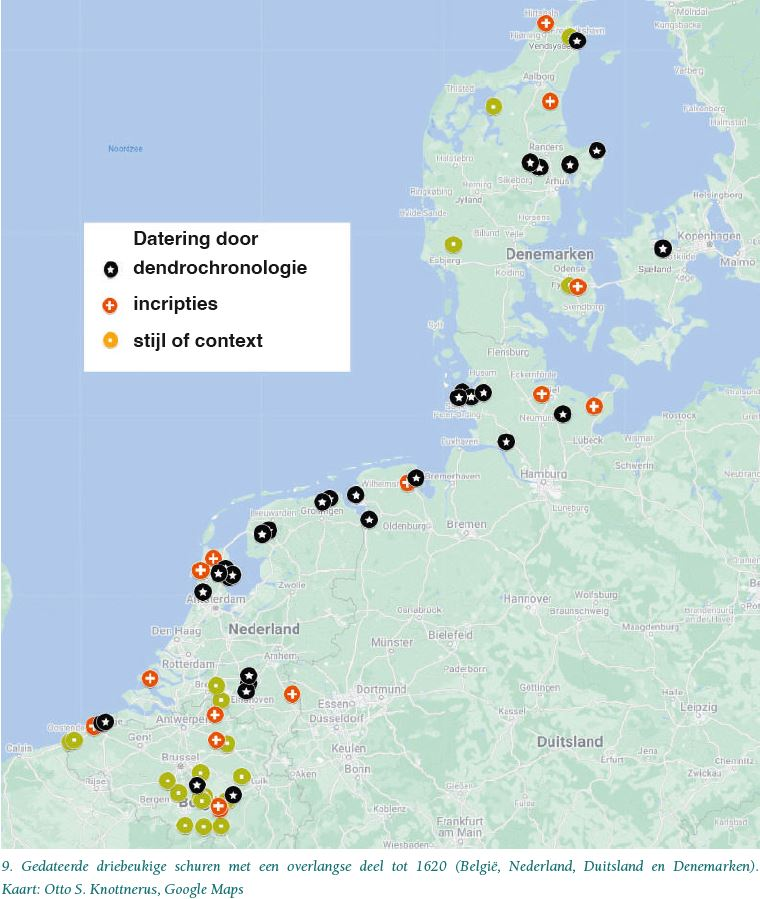
Gedateerde driebeukige langsdeelschuren langs de zuidelijke Noordzeekust en in het Oostzeegebied, ca. 1490 tot 1620 (bron: Knottnerus 2022)

## Geschiedenis
Vermoedelijk is dit schuurtype in gebruik geweest bij middeleeuwse abdijen en is het in de tijd van de Renaissance door herenboeren, beleggers en beheerders van landgoederen overgenomen. Landbouwhistoricus Paul Lindemans denkt dat de voorbeelden uit Noord-Frankrijk kwamen, waar men al langer in steen bouwde. Bij veel Brabantse kloosters was in de 16e eeuw zo'n schuur te vinden; een deel daarvan werd rond 1600 vanwege het oorlogsgeweld verwoest en later weer opgebouwd. Boerderijenonderzoeker Rob Hekker schrijft in 1958:
Na de middeleeuwen is waarschijnlijk het beginsel van de langsdeelschuren door de Vlaamse boeren van de kloosters overgenomen. Deze verkleinde navolging verbreidde zich vervolgens door Belgisch Brabant over de Kempen en door Wallonië naar Limburg, waar dit type in de achttiende eeuw ... wel als bijgebouw ingang vond.
Vlaamse schuren zijn bekend sinds het einde van de 15e eeuw. De oudste gedateerde exemplaren zijn de tiendschuur van Tessenderloo (1492 (i)) en de schuur van Groot Duijfhuis te Liempde (1525 (d)). Een langsdeelschuur van het Brabantse type te Louvain-la-Neuve dateert uit hetzelfde jaar. Uit Teteringen stamt een gedetailleerd bestek van een Vlaamse schuur die de abdij van Averbode in 1523 liet bouwen. Uit een inventarisatie van ruim 70 gedateerde langsdeelschuren (waarvan de helft gedateerd door middel van dendrochronologie) kunnen we opmaken dat dit type zich tussen ca. 1490 tot 1620 razendsnel vanuit de Zuidelijke Nederlanden naar het Waddengebied en Denemarken heeft verbreid.
De Vlaamse schuur stond volgens Hekker tevens model voor de langsdeelschuren op de Zuid-Hollandse eilanden en in Noordwest-Brabant, waar deze bouwvorm zich vanaf de eerste helft van de 17e eeuw vanuit de Hoeksche Waard verspreidde. De schuur werd hier bij de woning aangebouwd. Typerend is de vierbeukige opbouw, waarbij de deel een plek kreeg in de middenbeuk. We vinden deze vorm tevens bij de grotere polderschuren in de Antwerpse Scheldepolders.
In Midden-Brabant (rond Tilburg) werd de Vlaamse schuur vaak haaks aan het bestaande woonstalhuis gebouwd. De invloed van de Vlaamse schuur bereikte bovendien al vroegtijdig het rivierengebied (Alblasserwaard, Krimpenerwaard,Vijfheerenlanden), waar men tasvakken met een dwarsdeel aan de bestaande hallenhuisboerderijen toevoegde (het zogenaamde grondtastype). Vanaf de 18e eeuw werd het ook in de Langstraat, het Land van Altena en de Alblasserwaard gebruikelijk om achter de woning een schuur met een zijlangsdeel in te richten.

## Galerij

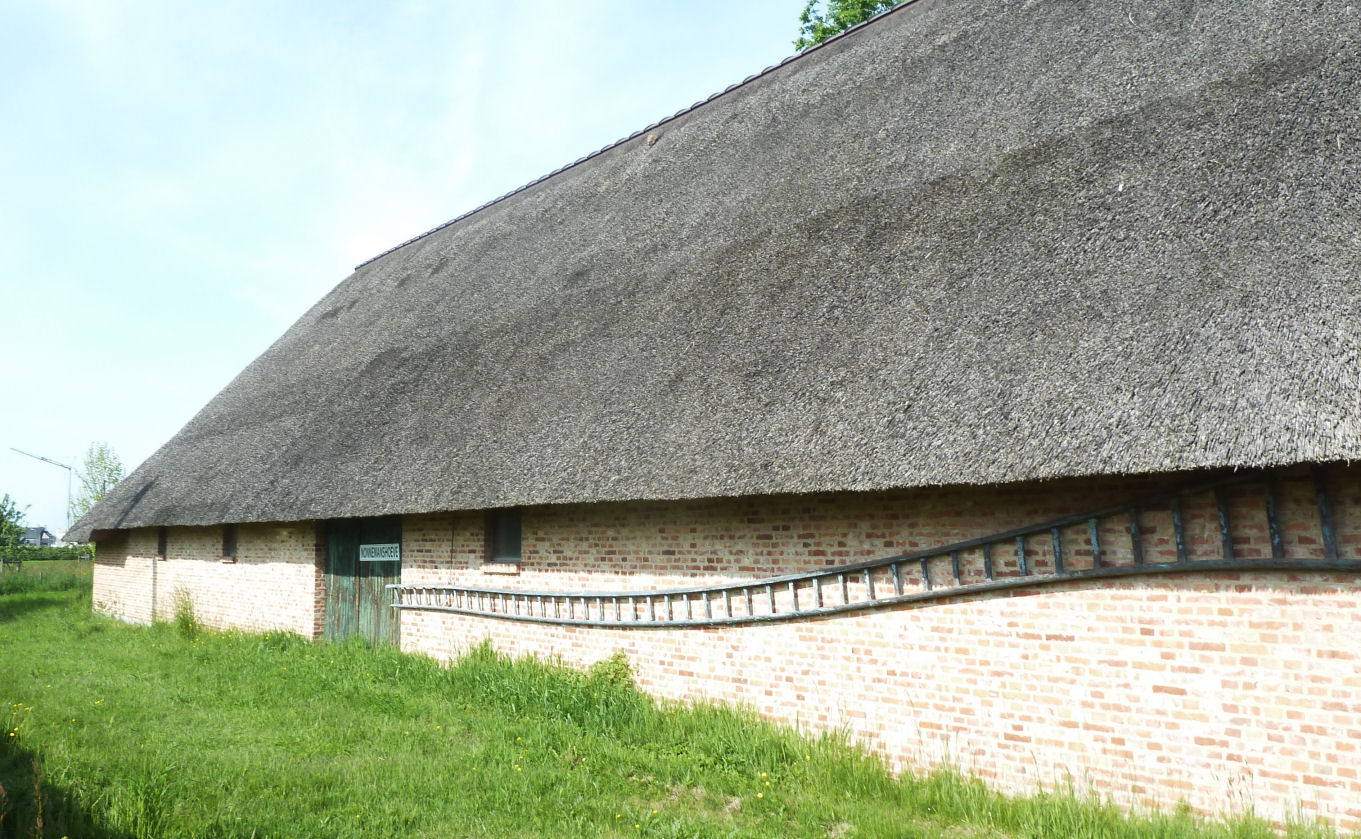
Dwarsschuur uit het Waasland: de Nonnemanshoeve te Sint-Gillis-Waas, 1611
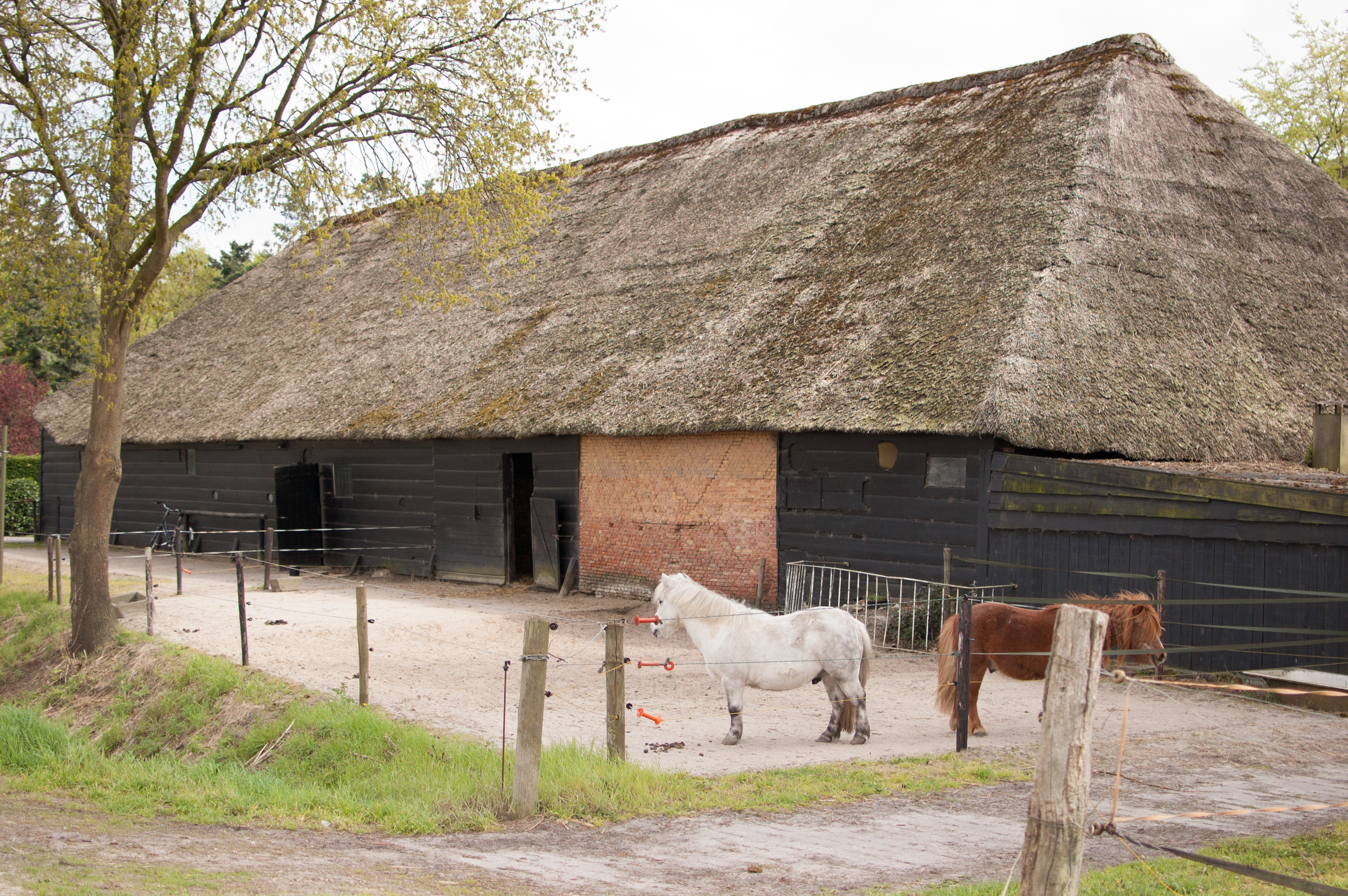
Vlaamse schuur Teteringen
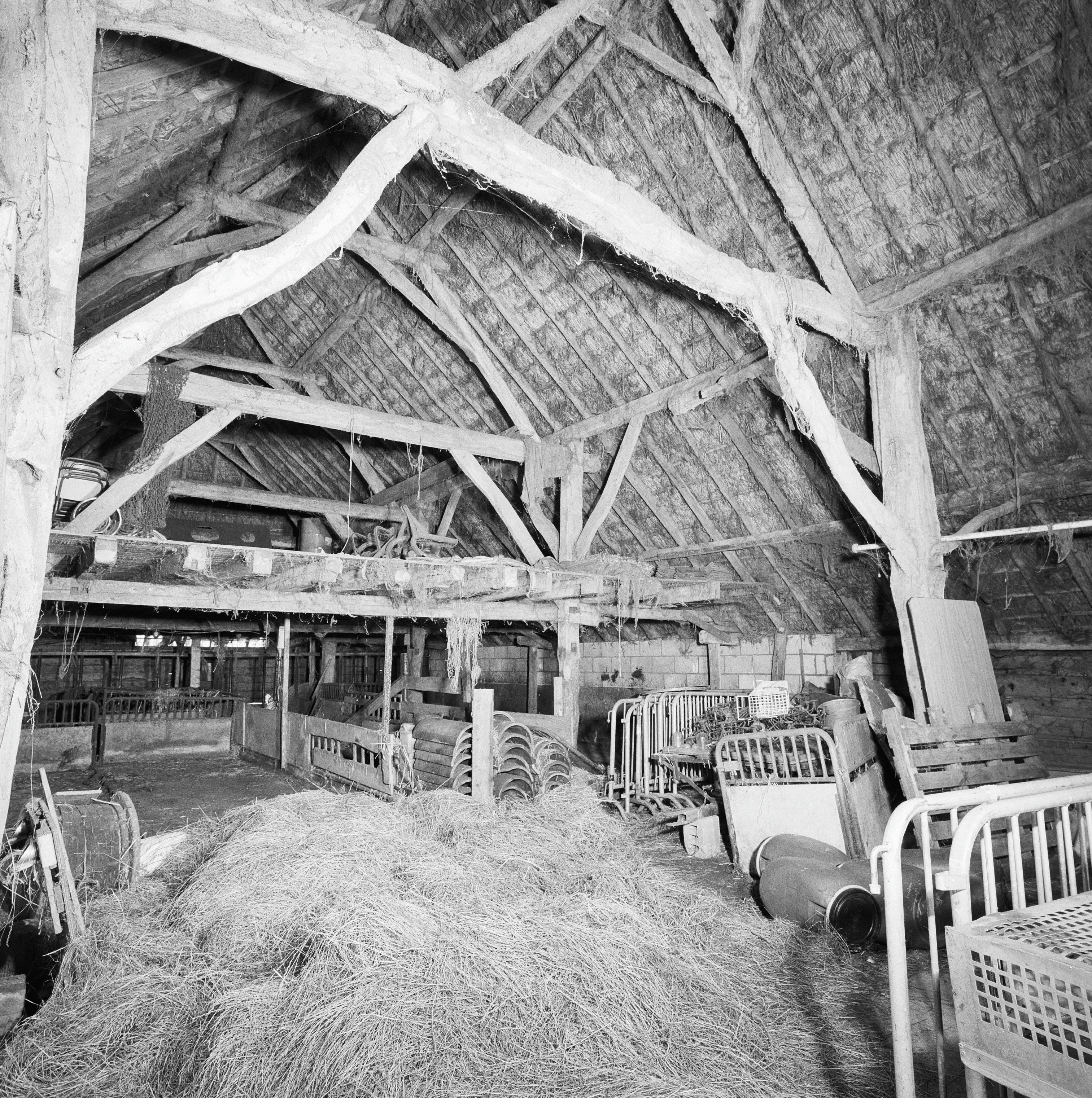
Interieur Vlaamse schuur Teteringen
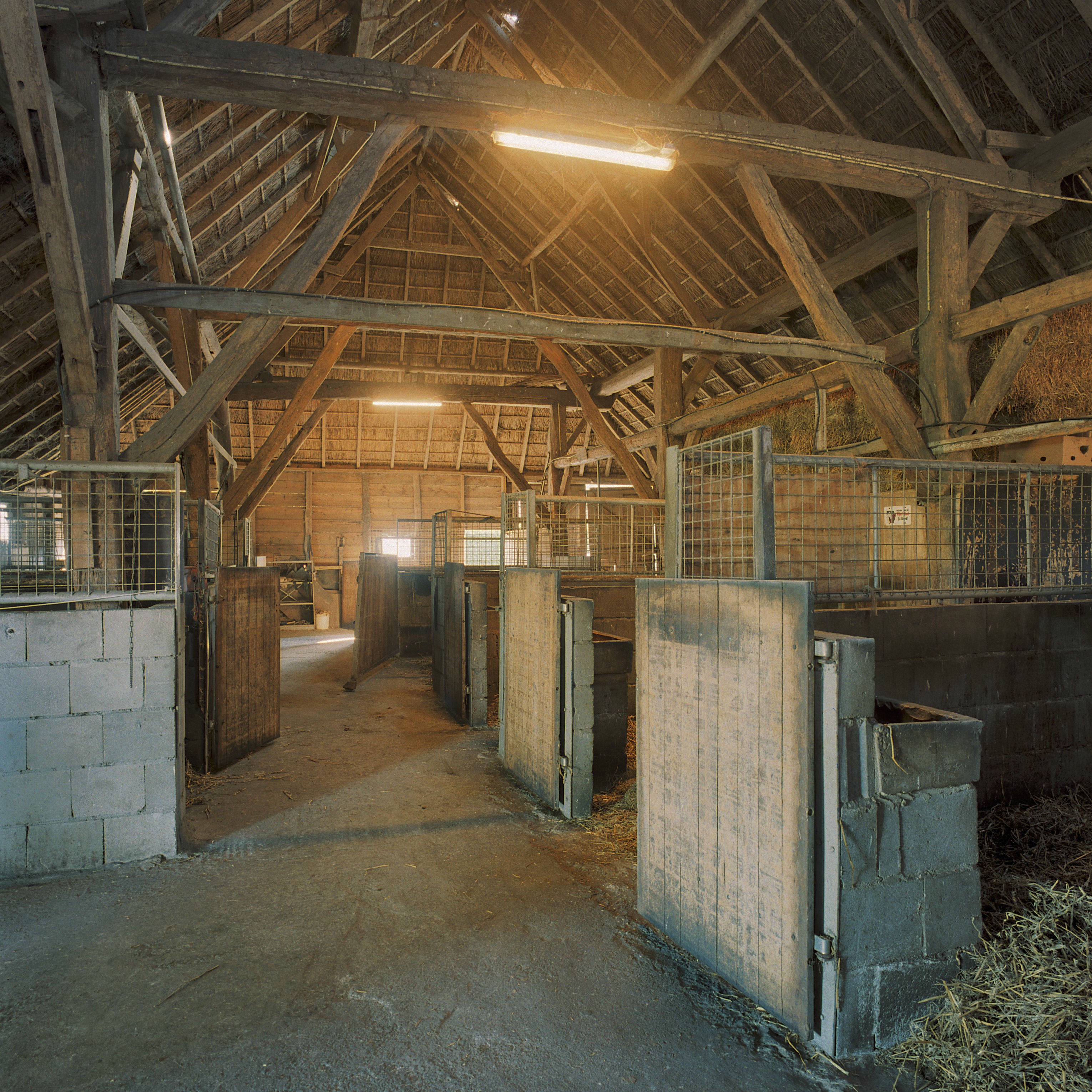
Interieur Vlaamse schuur Teteringen
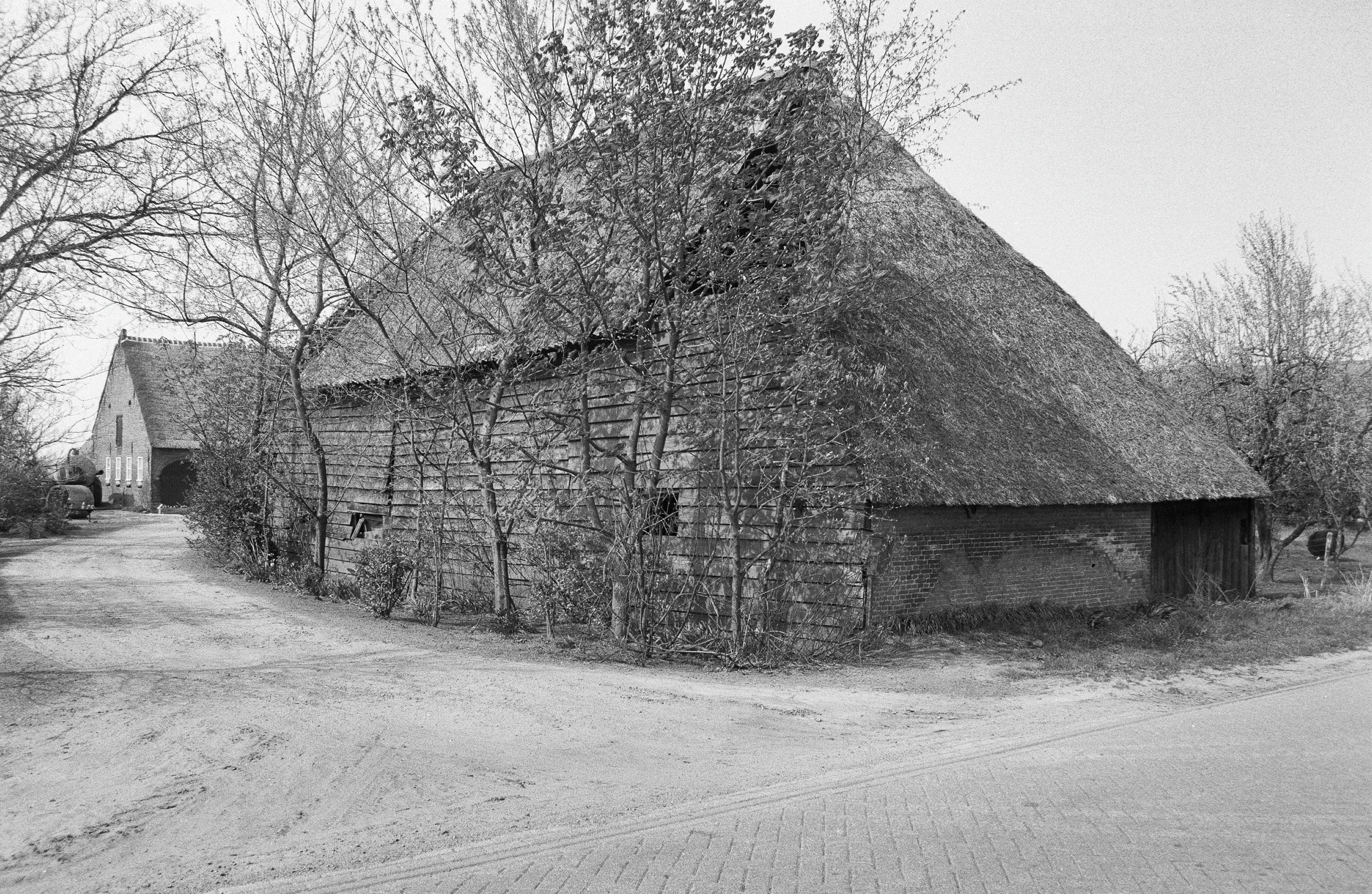
Vlaamse schuur Rijsbergen
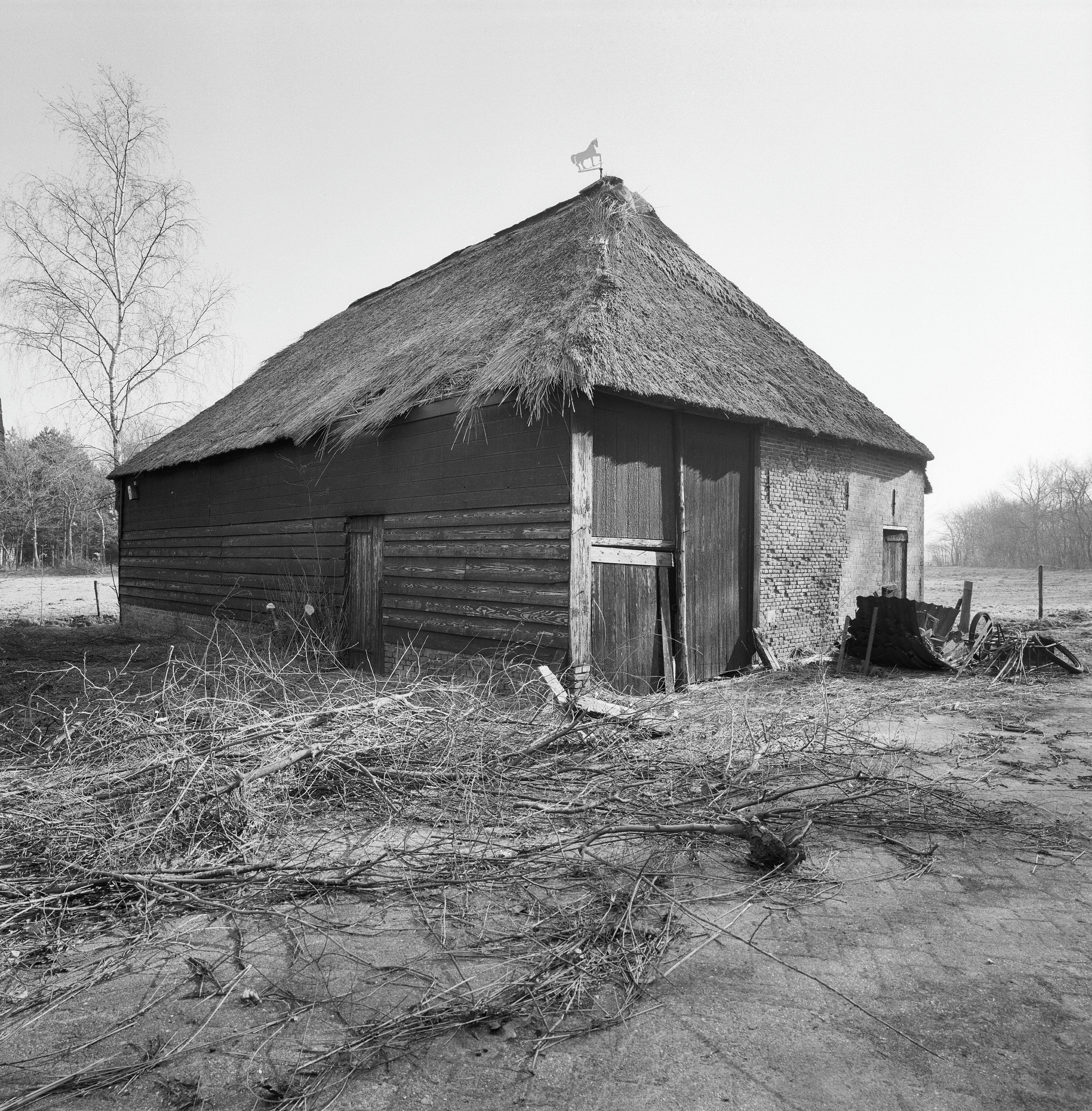
Vlaamse schuur Sprundel
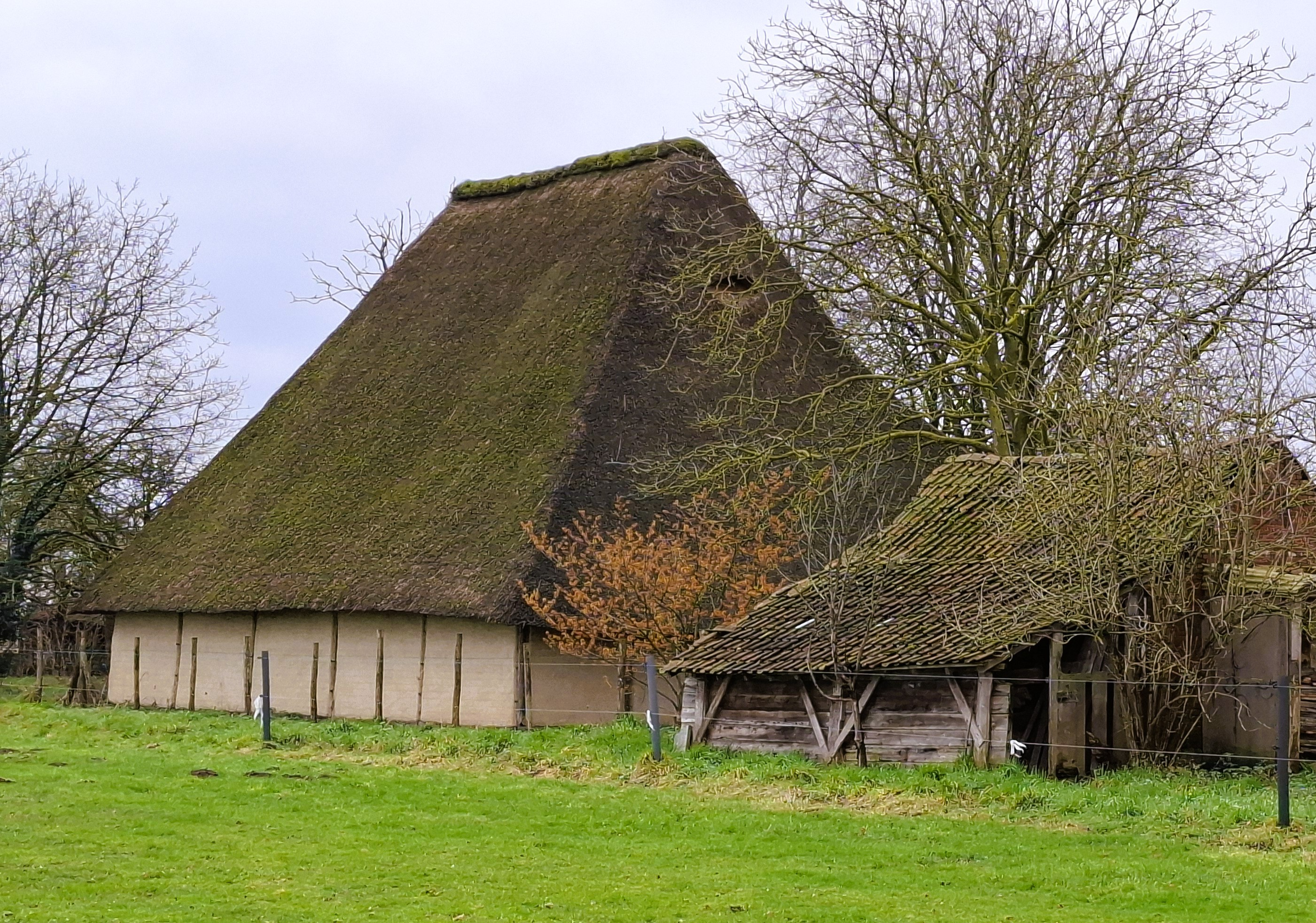
Boerenkrijgschuur te Broechem